# Понсе, Эсекьель
Эсекье́ль Марти́нес По́нсе (исп. Ezequiel Ponce; род. 29 марта 1997, Росарио, Санта-Фе) — аргентинский футболист, нападающий клуба «Хьюстон Динамо».

## Клубная карьера

### Ранние годы
Понсе начал заниматься футболом в возрасте восьми лет в клубе «Росарио Сур» из родного города. В 2005 году, из-за недопонимания отца Понсе с руководством клуба «Росарио Сур», им пришлось сменить академию и Понсе перешёл в «Ньюэллс Олд Бойз», где и начал свою профессиональную карьеру. В 2012 году Понсе забил 35 мячей в восьмом дивизионе Аргентины, в этом же году он присоединился к команде U-17. В 2013 году он забил 22 мяча и решением главного тренера «Ньюэллс Олд Бойз» Альфредо Берти был переведён в первую команду.
5 октября 2013 года в матче против «Кильмеса» он дебютировал в аргентинской Примере, заменив в конце второго тайма Фабиана Муньоса. 16 марта 2014 года в поединке против авельянедского «Расинга» Эсекьэль забил свой первый мяч за «Ньюэллс Олд Бойз». 10 мая 2014 года в матче против «Олл Бойз» он сделал «дубль». В конце года заинтересованность в услугах Понсе проявили английский «Тоттенхэм Хотспур» и итальянская «Рома». Всего за «Ньюэллс Олд Бойз» Понсе провёл 31 матч и забил 5 мячей.

### «Рома» и аренды

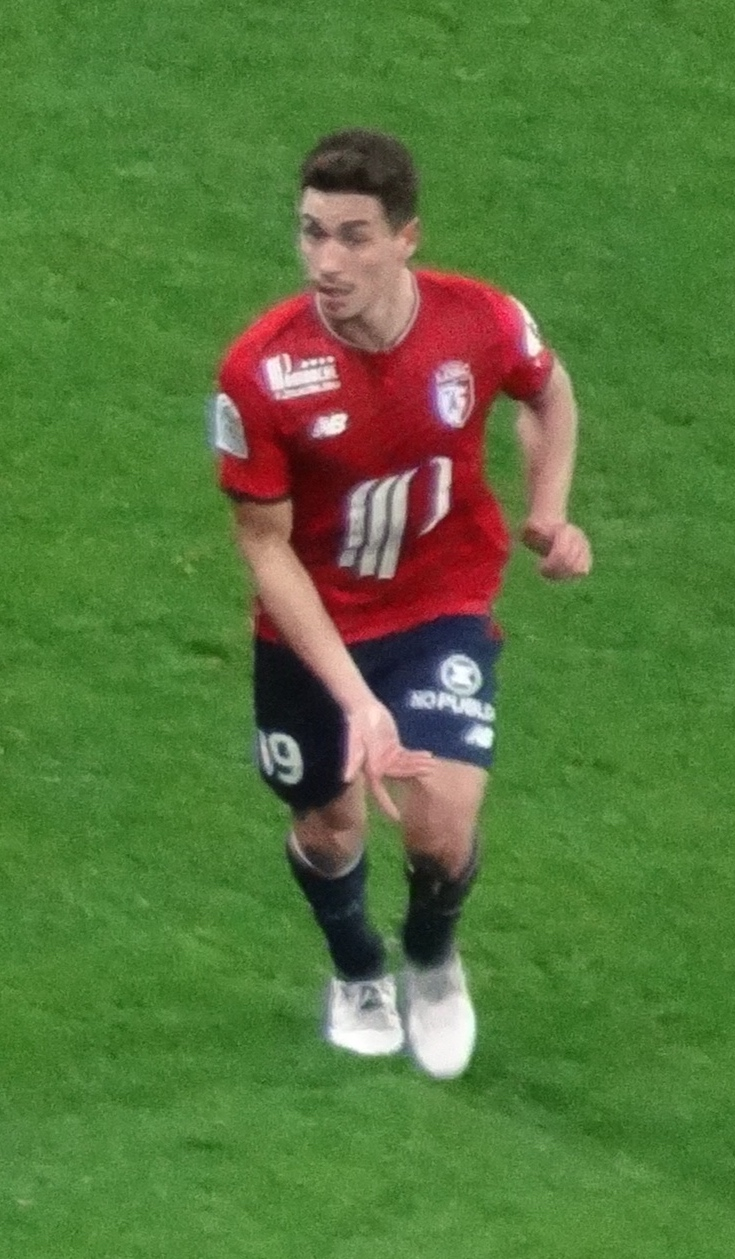
Понсе в составе «Лилля»

В январе 2015 года «Рома» выкупила права на Понсе за 4,2 миллиона евро, и сразу же отдала его в аренду в «Ньюэллс Олд Бойз» до декабря. В составе «Ньюэллс Олд Бойз» в сезоне 2015 он провёл 9 матчей и забил 1 мяч. В сезоне 2015/16 забил три мяча и сделал 4 голевые передачи в 4 матчах группового этапа Юношеской лиги УЕФА, но в декабре 2015 года Понсе получил разрыв связки в колене, из-за чего он не играл четыре месяца. Весной 2016 года он вернулся на поле ещё сильнее, играя в резервной команде «Ромы» он выиграл Campionato Nazionale Primavera, забив девять мячей в десяти матчах. После этого, его вызвали в основную команду «Ромы», но ему не предоставили шанса выйти на поле.
5 августа 2016 года для получения игровой практики, Понсе был отдан в аренду в испанскую «Гранаду» сроком на один сезон. 20 августа 2016 года в матче 1-го тура чемпионата Испании против «Вильярреала» (1:1) он дебютировал за «Гранаду» выйдя в стартовом составе, в этом же поединке Эсекьель забил свой первый мяч за команду. Всего в сезоне 2016/17 за «Гранаду» провёл 27 матчей во всех турнирах и забил 2 мяча.
11 июля 2017 года Понсе был отдан в аренду во французский «Лилль». 6 августа 2017 года дебютировал за «Лилль» в матче 1-го тура чемпионата Франции против «Нанта» выйдя на 76-й минуте матча вместо Николя Де Превиля. 17 ноября 2017 года в матче 13-го тура чемпионата Франции против «Сент-Этьена» (3:1) Эсекьель забил свой первый мяч за «Лилль». Всего за «Лилль» в сезоне 2017/18 провёл 28 матчей и забил 2 мяча, также провёл 2 матча и забил 3 мяча за фарм-клуб «Лилль II».
19 июля 2018 года Понсе на правах аренды присоединился к афинскому АЕКу. 8 августа 2018 года в квалификационном поединке Лиги чемпионов против шотландского «Селтика» (1:1) Эсекьель дебютировал за новую команду, выйдя на замену на 77-й минуте вместо Марко Ливая. 25 августа 2018 в матче 1-го тура против «ПАС Янина» он дебютировал в греческой Суперлиге, в этом же поединке Эсекьель забил свой первый мяч за АЕК. 28 октября 2018 года забил два мяча в ворота «Ариса» в матче чемпионата Греции. Свой второй «дубль» в чемпионате Понсе сделал 14 января 2019 года в матче против клуба «ПАС Янина». Всего в сезоне 2018/19 в чемпионате Греции Понсе забил 16 мячей (1 — с пенальти) в 27 матчах. В Кубке Греции аргентинец забил 5 мячей (1 — с пенальти) в 7 матчах. А вот в Лиге чемпионов Понсе не удалось отличиться ни разу в 9 матчах (включая 6 матчей групповой стадии против «Бенфики», «Баварии» и «Аякса», которые Понсе начинал в стартовом составе).

### «Спартак» (Москва)

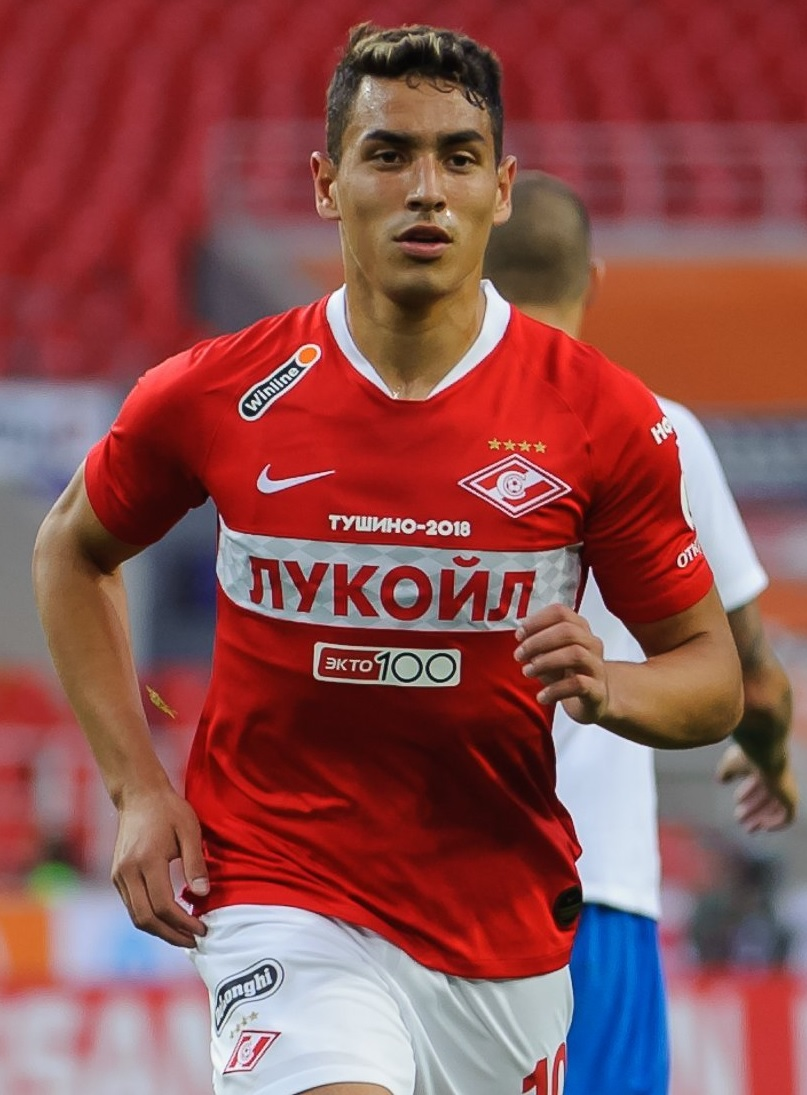
Понсе в первом матче за «Спартак» 13 июля 2019 года

21 июня 2019 года Понсе перешёл в московский «Спартак», подписав долгосрочный контракт. «Спартак» заплатил «Роме» за Понсе € 9 миллионов. Римляне просили за форварда € 12 миллионов, но «красно-белые» сбили цену, дополнительно 10 % от этой суммы составит агентская комиссия. 13 июля 2019 года дебютировал за «Спартак», выйдя на замену на 61-й минуте в матче первого тура чемпионата России против «Сочи», заменив Александра Ломовицкого.

#### Сезон 2019/20
22 июля 2019 года во 2-м туре в гостевом матче против «Ростова» (2:2) впервые вышел в стартовом составе и провёл на поле 67 минут, после чего был заменён на Георгия Мелкадзе. 3 августа 2019 года вышел в стартовом составе на домашний матч против московского «Динамо» (0:0) и, получив прямую красную карточку, был удалён с поля в первом тайме (матч завершился со счётом 0:0). 8 августа 2019 года забил свой первый мяч за «Спартак», открыв счёт в гостевом матче Лиги Европы против швейцарского «Туна» (3:2). В ответном матче с «Туном» (2:1) в Москве 15 августа Понсе также забил первый мяч «Спартака», во втором тайме сыграв на добивание после удара Андре Шюррле. 25 сентября 2019 года оформил «дубль» с передач Зелимхана Бакаева в матче 1/16 кубка России 2019/20 против клуба «КАМАЗ» (2:1) и помог своей команде пройти в следующую стадию.
4 марта 2020 года в матче 1/4 финала кубка России против ЦСКА (3:2) на 13-й минуте матча забил мяч, но на 104-й минуте матча получил вторую жёлтую карточку и был вынужден покинуть поле, но это решение арбитра Сергея Иванова оказалось ошибочным. Всего в сезоне 2019/20 за «Спартак» провёл 34 матча (27 в РПЛ, три в Кубке России и четыре в Лиге Европы) и забил 11 мячей (шесть в РПЛ, три в Кубке России и два в Лиге Европы).

#### Сезон 2020/21

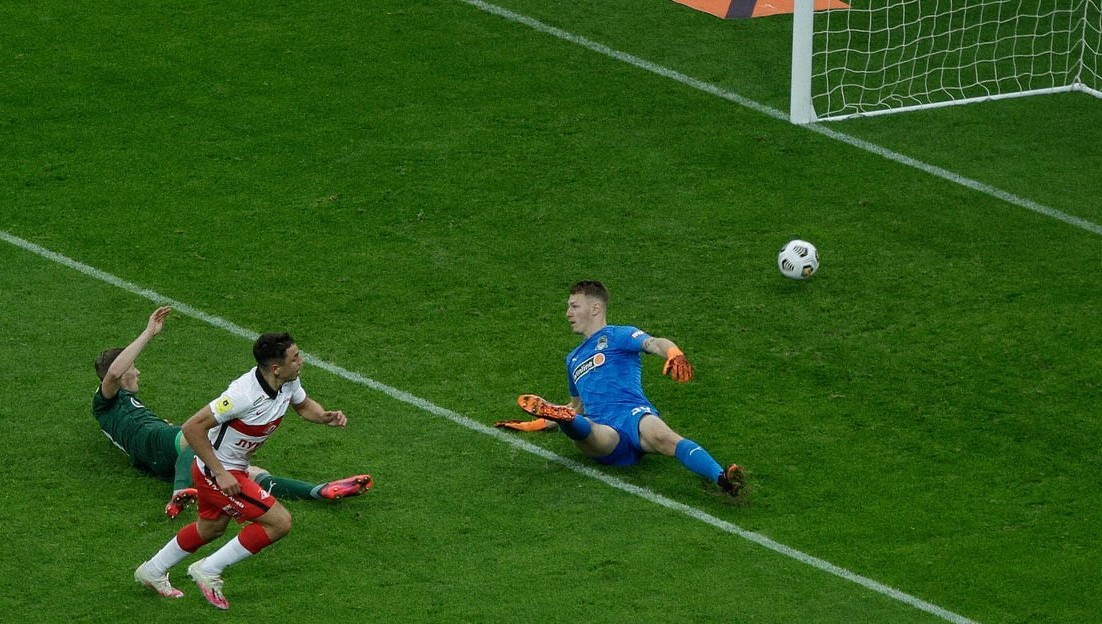
Понсе забивает свой 18-й мяч за «Спартак», в матче против «Краснодара» (3:1), став самым результативным аргентинцем в истории «красно-белых»

14 августа 2020 года в домашнем матче 2-го тура чемпионата России против «Ахмата» (2:0) на 69-й минуте с передачи Александра Соболева забил свой первый мяч в сезоне. 19 августа 2020 года Понсе вошёл в топ-100 бомбардиров «Спартака», он добрался до отметки в 13 голов за команду, выйдя на 98-е место в списке бомбардиров клуба. Также, в списке самых эффективных легионеров (количество матчей на один гол) Понсе шёл шестым — 2,85 матча. 24 октября 2020 года в гостевом матче 12-го тура против «Краснодара» (3:1) на 13-й минуте забил мяч, это был 18-й гол Понсе за «красно-белых» и тем самым он стал самым результативным аргентинцем в истории «Спартака», также по итогу матча был признан лучшим игроком.
5 декабря 2020 года в домашнем матче 17-го тура против «Тамбова» (5:1) на 61-й минуте забил мяч, а на 90-й минуте сделал «дубль» с передачи Зелимхана Бакаева. 7 марта 2021 года в домашнем матче 21-го тура чемпионата России против «Краснодара» (6:1) на 75-й минуте с передачи Алекс Крал забил мяч. Всего в сезоне 2020/21 провёл 28 матчей (25 в чемпионате и три в Кубке России), в которых забил 10 мячей (девять в чемпионате и один в Кубке) и сделал одну голевую передачу в чемпионате. По итогам сезона, завоевал со «Спартаком» серебряные медали чемпионата.

#### Сезон 2021/22
Свой первый мяч в сезоне 2021/22 забил 7 августа 2021 года в домашнем матче 3-го тура чемпионата России против «Нижний Новгород» (1:2) на 86-й минуте с передачи Алекса Крала. 30 сентября 2021 года во время гостевого матча 2-го тура Лиги Европы против «Наполи» (3:2) в концовке первого тайма получил травму — повреждение мениска, которая потребовала операции. 4 октября 2021 года перенёс операцию, на реабилитацию Понсе потребовалось три месяца. Всего в сезоне 2021/22 провёл 11 матчей и забил четыре мяча. Выступал за «Спартак» с 2019 по 2021 год, провёл 73 матча и забил 25 мячей.

### «Эльче»
31 января 2022 года на правах аренды перешёл в «Эльче» до конца сезона 2021/22. Клуб имел право выкупа трансфера аргентинца, которое могло стать обязательным при наступлении определённых обстоятельств. 18 февраля 2022 года дебютировал за клуб в матче 25-го тура чемпионата Испании против «Райо Вальекано» (2:1), выйдя на 67-й минуте вместо Фиделя, а на 84-й минуте забил свой первый мяч за «Эльче». В сезоне 2021/22 провёл 13 матчей и забил один мяч. 1 июня 2022 года «Эльче» воспользовался правом выкупа у «Спартака» трансфера Понсе и подписал с ним контракт до конца июня 2026 года. В сезоне 2022/23 провёл за «Эльче» во всех турнирах 37 матчей и забил шесть мячей. Всего за клуб провёл 50 матчей, отметился семью забитыми мячами и одной результативной передачей.

### АЕК (Афины)
5 августа 2023 года перешёл в афинский АЕК, за который ранее выступал в сезоне 2018/19, подписав контракт до лета 2027 года. Первый матч после возвращения провёл 22 августа 2023 года в матче 3-го квалификационного раунда Лиги чемпионов УЕФА против «Антверпена» (0:1), выйдя на 36-й минуте вместо Ливая Гарсии. Свой первый мяч после возвращения забил 17 сентября 2023 года в матче 4-го тура чемпионата Греции против «Олимпиакоса» (1:1), отличившись на 22-й минуте встречи. 21 января 2024 года в матче 19-го тура чемпионата Греции против «Атромитоса» оформил хет-трик, отличившись на 2-й, 15-й и 58-й минутах встречи. Всего в сезоне 2023/24 провёл за АЕК во всех турнирах 38 матчей и забил 16 мячей.

### «Хьюстон Динамо»
17 июня 2024 года Понсе перешёл в клуб MLS «Хьюстон Динамо», в качестве назначенного игрока подписав контракт до июня 2027 года с опциями продления до декабря 2027 года и на 2028 год. Его трансфер стал самым дорогим приобретением в истории американского клуба. За «Динамо» он дебютировал 20 июля в матче против «Ванкувер Уайткэпс», выйдя в стартовом составе и отыграв первый тайм.

## Карьера в сборной
В 2017 году в составе молодёжной сборной Аргентины Понсе принял участие в молодёжном чемпионате мира в Республике Корея. На турнире он сыграл во всех матчах группового этапа против команд Гвинеи, Англии и Республики Корея. Аргентинцы проиграли будущим чемпионам англичанам (0:3) и корейцам (1:2) и не сумели выйти из группы.
19 августа 2019 года был вызван в олимпийскую сборную Аргентины, которая проводила подготовку к матчам отборочного турнира на Олимпийские игры в Японии. 5 сентября 2019 года дебютировал за олимпийскую сборную Аргентины, выйдя на замену во втором тайме и оформил хет-трик в товарищеском матче против олимпийской сборной Боливии (5:0). 17 ноября 2019 года Понсе вышел в стартовом составе олимпийской сборной Аргентины в финальном матче турнира United International Football Festival против олимпийской сборной Бразилии (1:0), сыграл 73 минуты и помог своей сборной победить.
2 июля 2021 года был включён в окончательную заявку олимпийской сборной Аргентины на Игры в Токио. На Олимпийских играх сыграл два матча против сборных Австралии (0:2) и Египта (1:0), выходя в этих матчах на замену во вторых таймах.

## Достижения
АЕК (Афины)
- Финалист Кубка Греции: 2018/19

«Спартак» (Москва)
- Серебряный призёр чемпионата России: 2020/21[37]

## Клубная статистика
| Выступление        | Выступление      | Выступление      | Чемпионат | Чемпионат | Кубки | Кубки | Континентальные | Континентальные | Итого | Итого |
| Клуб               | Лига             | Сезон            | Игры      | Голы      | Игры  | Голы  | Игры            | Голы            | Игры  | Голы  |
| ------------------ | ---------------- | ---------------- | --------- | --------- | ----- | ----- | --------------- | --------------- | ----- | ----- |
| Ньюэллс Олд Бойз   | Примера          | 2013/2014        | 17        | 4         | 0     | 0     | 4               | 0               | 21    | 4     |
| Ньюэллс Олд Бойз   | Примера          | 2014             | 10        | 0         | 1     | 0     | 0               | 0               | 11    | 0     |
| Ньюэллс Олд Бойз   | Итого            | Итого            | 27        | 4         | 1     | 0     | 4               | 0               | 32    | 4     |
| Рома               | Серия А          | 2015/16          | 0         | 0         | 0     | 0     | 0               | 0               | 0     | 0     |
| Рома               | Итого            | Итого            | 0         | 0         | 0     | 0     | 0               | 0               | 0     | 0     |
| → Ньюэллс Олд Бойз | Примера          | 2015             | 9         | 1         | 0     | 0     | 0               | 0               | 9     | 1     |
| → Ньюэллс Олд Бойз | Итого            | Итого            | 9         | 1         | 0     | 0     | 0               | 0               | 9     | 1     |
| → Гранада          | Ла Лига          | 2016/17          | 25        | 2         | 2     | 0     | 0               | 0               | 27    | 2     |
| → Гранада          | Итого            | Итого            | 25        | 2         | 2     | 0     | 0               | 0               | 27    | 2     |
| → Лилль            | Лига 1           | 2017/18          | 28        | 2         | 4     | 1     | 0               | 0               | 32    | 3     |
| → Лилль            | Итого            | Итого            | 28        | 2         | 4     | 1     | 0               | 0               | 32    | 3     |
| → АЕК (Афины)      | Суперлига        | 2018/19          | 27        | 16        | 7     | 5     | 9               | 0               | 43    | 21    |
| → АЕК (Афины)      | Итого            | Итого            | 27        | 16        | 7     | 5     | 9               | 0               | 43    | 21    |
| Спартак (Москва)   | Премьер-лига     | 2019/20          | 27        | 6         | 3     | 3     | 4               | 2               | 34    | 11    |
| Спартак (Москва)   | Премьер-лига     | 2020/21          | 25        | 9         | 3     | 1     | —               | —               | 28    | 10    |
| Спартак (Москва)   | Премьер-лига     | 2021/22          | 7         | 4         | 0     | 0     | 4               | 0               | 11    | 4     |
| Спартак (Москва)   | Итого            | Итого            | 59        | 19        | 6     | 4     | 8               | 2               | 73    | 25    |
| Эльче              | Ла Лига          | → 2021/22        | 13        | 1         | —     | —     | —               | —               | 13    | 1     |
| Эльче              | Ла Лига          | 2022/23          | 34        | 4         | 3     | 2     | —               | —               | 37    | 6     |
| Эльче              | Итого            | Итого            | 47        | 5         | 3     | 2     | —               | —               | 50    | 7     |
| АЕК (Афины)        | Суперлига        | 2023/24          | 29        | 11        | 2     | 0     | 7               | 1               | 38    | 12    |
| АЕК (Афины)        | Итого            | Итого            | 29        | 11        | 2     | 0     | 7               | 1               | 38    | 12    |
| Всего за карьеру   | Всего за карьеру | Всего за карьеру | 251       | 60        | 25    | 12    | 28              | 3               | 304   | 75    |